# Natalija Iljinitschna Saz

Grabstein von Natalija Saz mit ihrem Porträt und einer Nachbildung des Blauen Vogels auf einer goldenen Harfe, dessen Original das Gebäude ihres Moskauer Musiktheaters für Kinder bekrönt

Natalija Iljinitschna Saz, auch Natalja Saz und Natalia Saz (russisch Наталия Ильинична Сац; * 14. Augustjul. / 27. August 1903greg. in Irkutsk; † 18. Dezember 1993 in Moskau) war eine russische Kinder- und Musiktheater-Regisseurin.

## Leben und Werk
Als Tochter des von Konstantin Stanislawski und Max Reinhardt geschätzten Komponisten Ilja Saz und der Sängerin Anna Michailowna Schtschastnaja (Анна Михайловна Щастная)  kam Saz in ihrer Jugend mit einer Reihe von Theaterleuten in Kontakt. Saz wurde in Irkutsk im kaiserlichen Russland, wo ihr Vater Ilja Saz im politischen Exil war, geboren. Ilja Saz war Komponist und in einer jüdischen Familie aufgewachsen, er war außerdem ein Freund und Schützling Leo Tolstois. Ihre Mutter Anna war Sängerin und Tochter des ukrainischen Generals Michail Iwanowitsch Schtschastny (Михаил Иванович Щастный) und Nadjeschda Michailowna Jaškova-Chrapovickaja (Надежда Михайловна Jaškova-Chrapovickaja). Die Eltern heirateten in Irkutsk erst nachdem Natalija geboren wurde. Im Jahr 1904 zog die Familie nach Moskau, als Ilja Saz Musikdirektor des Moskauer Künstlertheater (MAT) wurde. Nach der Oktoberrevolution 1917 schlug der Kommissar für Bildung Anatoli Lunatscharski ein Theater für Kinder vor und der MAT-Regisseur Konstantin Stanislawski empfahl Natalija Saz. 1918 wurde sie im Alter von fünfzehn Jahren zur Leiterin des Moskauer Kindertheaters ernannt, wo sie die Entstehung mehrerer Theaterstücke, Opernstücke und anderer musikalischer Werke initiierte. Auf ihren Wunsch schrieben Alexei Tolstoi Das goldene Schlüsselchen und Sergei Prokofjew Peter und der Wolf. Bei der Uraufführung von „Peter und der Wolf“ am 2. Mai 1936 in der Moskauer Philharmonie war sie jedoch wegen einer Erkrankung nicht wie geplant die Erzählerin des Stückes; diese Rolle übernahm sie dann bei der ersten Aufführung im Moskauer Kindertheater am 5. Mai 1936 mit großem Erfolg.
International hatte Saz gute Kontakte und Erfolg. Ende der 1920er-Jahre lernte sie in Berlin Max Reinhardt kennen, besuchte in Salzburg Hugo von Hofmannsthal und dessen Jedermann-Aufführung, auch Igor Strawinsky kannte sie persönlich. 1931 erhielt Saz von Otto Klemperer die Einladung, an der fortschrittlichen Berliner Kroll-Oper Giuseppe Verdis Falstaff zu inszenieren. Auch bei Erwin Piscator und Albert Einstein, der mit ihr musizierte, erlangte sie Anerkennung. Saz inszenierte Opern u. a. auch am Teatro Colón in Buenos Aires und in Japan.
Anfangs gastierte das Theater von Saz in unterschiedlichen Häusern, darunter im Moskauer Künstlertheater. Ab 1936 verfügte ihr Theater mit dem MChAT II auf dem Swerdlowplatz über ein eigenes Haus in Moskau. Nachdem der amerikanische Botschafter 1937 eine ihrer Vorstellungen besucht hatte, wurde Natalija Saz der Spionage bezichtigt und in die berüchtigte Lubjanka gebracht. Anschließend wurde sie für fünf Jahre in ein sibirisches Arbeitslager deportiert. Nach Stalins Tod wurde sie rehabilitiert und konnte 1958 nach Moskau zurückkehren 1964 gründete sie das eigentliche, bis zu ihrem Tod geleitete Moskauer Musiktheater für Kinder, das seit 1980 am Wernadski-Prospekt über ein eigens gebautes Theatergebäude mit zwei großen Sälen verfügt. Als Architekten des neuen Theatergebäudes gelten zwar A. Welikanow und W. Krassilnikow, aber Natalija Saz war die Hauptberaterin des Projektes und entwarf das Gebäude praktisch selbst. Außerdem war sie Professorin an der Theaterhochschule. Nach dem Moskauer Vorbild entstanden in Kiew und St. Petersburg ähnliche Kindertheater.
Ihre Memoiren, in denen sie sich auch mit ihrer Zeit in sibirischer Lagerhaft von 1937 bis 1942 und den Zwischenstationen ihrer Karriere in anderen Sowjetrepubliken bis zu ihrer Rückkehr nach Moskau in der Zeit nach Stalin auseinandersetzt, sind ein Zeugnis der Geschichte des Musiktheaters und Kindertheaters des 20. Jahrhunderts; sie äußert sich auch über Inszenierungen von Walter Felsenstein und seine Berliner Komische Oper. Als Antipode von Saz gilt Sergei Obraszow, Schöpfer und maßgeblichster Vertreter des sowjetischen Puppentheaters.

## Auszeichnungen
- Heldin der Sozialistischen Arbeit (1983)[3]
- Volkskünstlerin der UdSSR (1975)[3]
- Trägerin des Lenin- (1982) und des Staatspreises (1972)[3]
- Leninorden (1983)[3]
- Orden der Oktoberrevolution (1989)[3]
- Orden der Völkerfreundschaft (1978)[3]
- Die Großenhainer Spielbühne hieß bei ihrer Gründung 1961 „Pioniertheater Natalia Saz“.[4]

## Publikationen
- Das Moskauer Theater für Kinder (Originaltitel: Teatr dlia detei, übersetzt von E. S. Mikulina), Verlagsgenossenschaft Ausländischer Arbeiter in der UdSSR, Leningrad / Moskau 1935, OCLC 179279197.
- Kinder im Theater, Erinnerungen (Originaltitel Deti prichodat v teatr, übersetzt, bearbeitet und mit einem Nachwort von Hans Rodenberg), Henschel, Berlin 1966, DNB 457997923, OCLC 469593101.

## Autobiografie
- Новеллы моей жизни (Novelly moej žizni), Искусство (Iskusstvo), Moskva 1973, OCLC 5464103 (359 Seiten mit Illustrationen und Noten, 25 Blätter, Illustrationen 21 cm), 1979; 1984 und 1985 (in zwei Bänden, 649 Seiten, russisch).[5]
- Novellen meines Lebens (Originaltitel: Novelly moej žizni, aus dem Russischen übertragen von Hans Rodenberg. Henschel, Berlin 1973, DNB 576344818, OCLC 72180114 (Musikbezogene Autobiographie der künstlerischen Leiterin des Musiktheaters für Kinder in Moskau, 417 Seiten mit Abbildungen, 8).
  - 2., unveränderte Auflage: Henschelverlag Kunst und Gesellschaft, 1975. DNB 750387580, OCLC 3424478 (Musikbezogene Autobiographie der künstlerischen Leiterin des Musiktheaters für Kinder in Moskau, 409, [16] Seiten mit Illustrationen und Noten, 20 cm).
- Novellen meines Lebens (Aus dem Russischen neu übersetzt von Erich Ahrndt), Henschelverlag Kunst und Gesellschaft, 1986, ISBN 3-362-00004-5 (Enthält Buch 1 und Buch 2, die Autorin Natalia Saz schreibt, unter anderem, über sich und ihr Moskauer Kindermusiktheater sowie über Begegnungen mit Otto Klemperer, Dmitri Kabalewski, Walter Felsenstein, Albert Einstein u. v. a., 660, [32] Seiten, 53 Illustrationen, 21 cm).
- Sketches From My Life (englische Übersetzung von Sergei Syrovatkin), Raduga, Moskau 1985, ISBN 978-5-05-001099-5; OCLC 477273326.